# 加格拉河

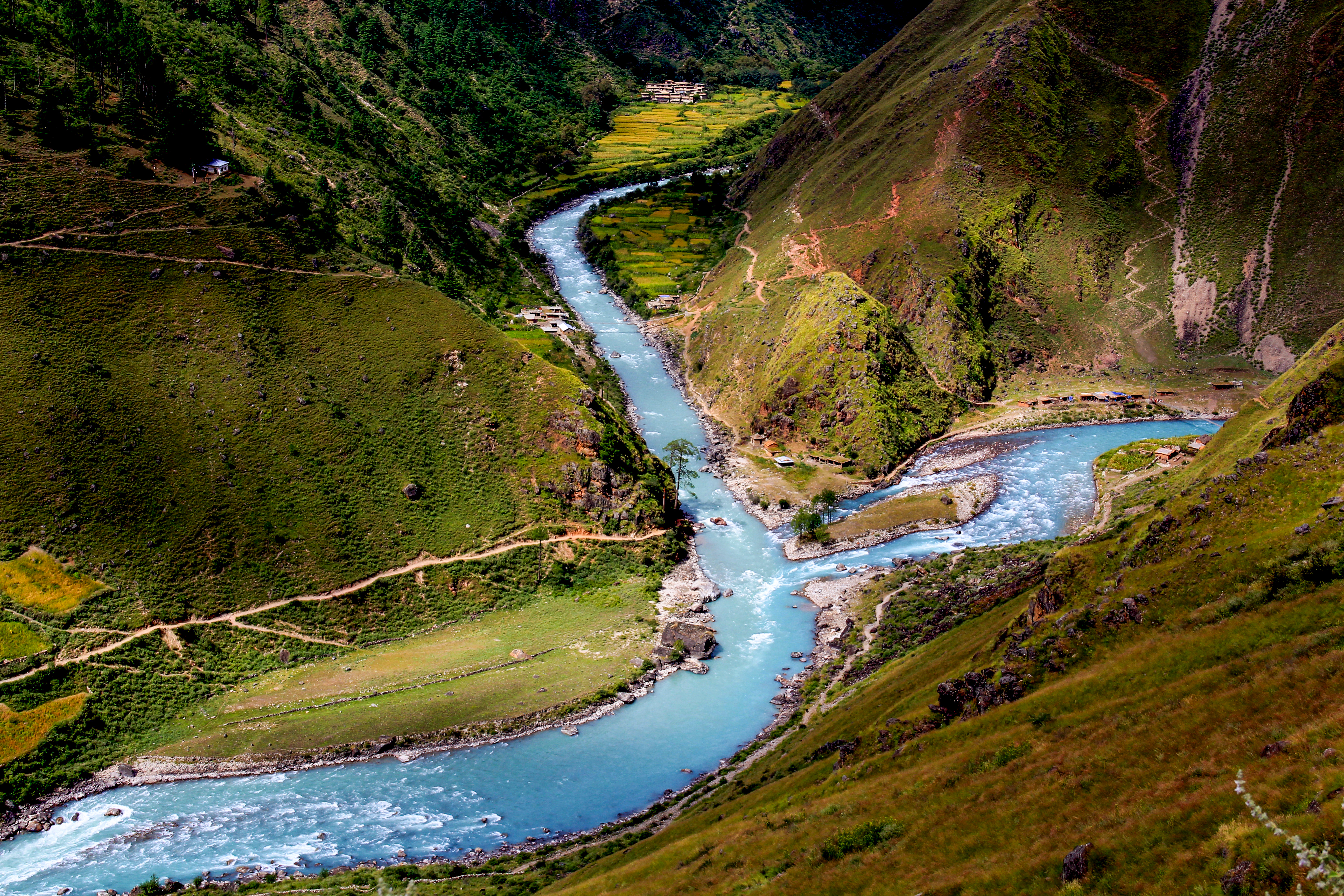
加格拉河

加格拉河（英語：Ghaghara；印地語：घाघरा，Ghāghrā [ˈɡʱɑːɡrɑː]），又名格爾納利河（英語：Karnali，Karṇālī [kʌrˈnɑːliː]），是南亞的河流，屬於恆河的左支流，發源自西藏喜馬拉雅山脈南坡，流經尼泊爾和印度，河道全長1,080公里，流域面積127,950平方公里，河畔城鎮有法扎巴德。
格爾納利河幹流上游河段位於中國西藏自治區阿里地區普蘭縣境內，稱為馬甲藏布，又名孔雀河。

## 外部連結
- Nepal River Conservation Trust : The Karnali River
- A very short description of Ghaghra River（页面存档备份，存于）